# Frigorífico comunitário

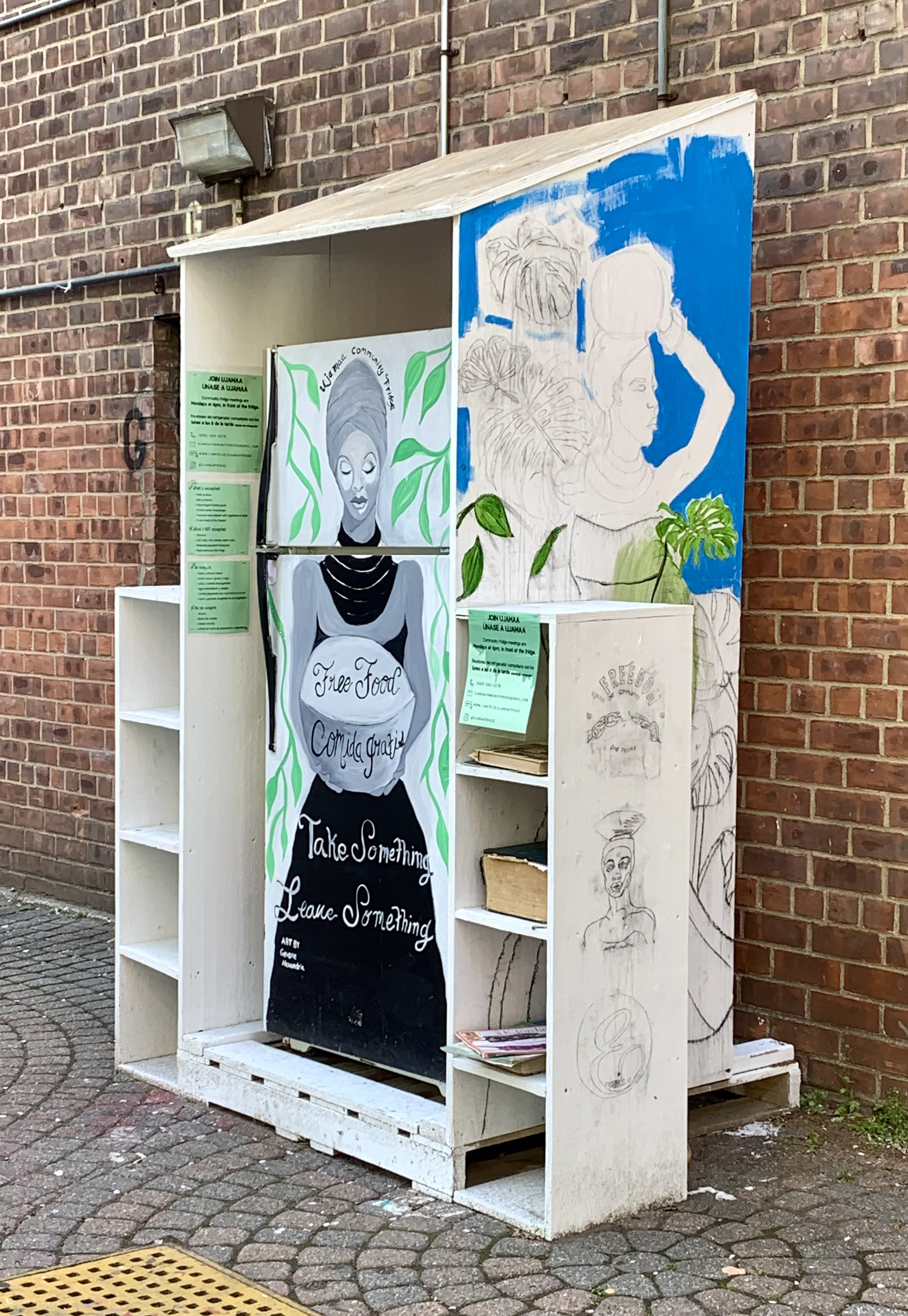
Um frigorífico comunitário e uma biblioteca livre na cidade de Nova Iorque.

Um frigorífico comunitário é um frigorífico localizado num espaço público. São um tipo de projeto de ajuda mútua que permite que alimentos sejam compartilhados dentro de uma comunidade. Alguns frigoríficos comunitários também possuem uma área associada para alimentos não perecíveis. Ao contrário das despensas alimentares tradicionais, estes projetos de base incentivam qualquer pessoa a colocar e retirar alimentos sem limites, ajudando a eliminar o estigma da sua utilização. Os frigoríficos adotam uma abordagem descentralizada, sendo muitas vezes mantidos por uma rede de voluntários, membros da comunidade, empresas locais e organizações maiores. Os alimentos em frigoríficos comunitários são doados principalmente por indivíduos ou organizações de resgate de alimentos e podem ser obtidos em vários lugares. Grandes mercearias como Trader Joe's e Whole Foods doam grandes quantidades de alimentos excedentários para organizações de resgate de alimentos que então doam para estes frigoríficos. Caso contrário, os alimentos doados teriam sido deitados fora.
O principal objetivo dos frigoríficos comunitários é reduzir a insegurança alimentar e, ao mesmo tempo, mitigar o desperdício alimentar. Eles permitem que as pessoas que enfrentam dificuldades tenham acesso fácil a alimentos frescos e nutritivos. Os frigoríficos oferecem uma ampla variedade de alimentos, desde produtos enlatados a produtos frescos e refeições pré-cozidas. As refeições pré-cozidas devem ser rotuladas quando doadas. Muitos frigoríficos também aceitam utensílios domésticos, produtos sanitários e, durante a pandemia de COVID-19, ofereceram máscaras e outros EPIs. Os frigoríficos comunitários também podem servir como espaços sociais que permitem às pessoas ligarem-se às suas comunidades; A revista Shelterforce observa que “os frigoríficos comunitários parecem ter descoberto um ponto ideal na prestação de serviços: perto o suficiente para sentir o calor da humanidade compartilhada, mas longe o suficiente para evitar uma sensação de ressentimento ou fardo”. Muitos frigoríficos foram também pintados por artistas locais.

## História

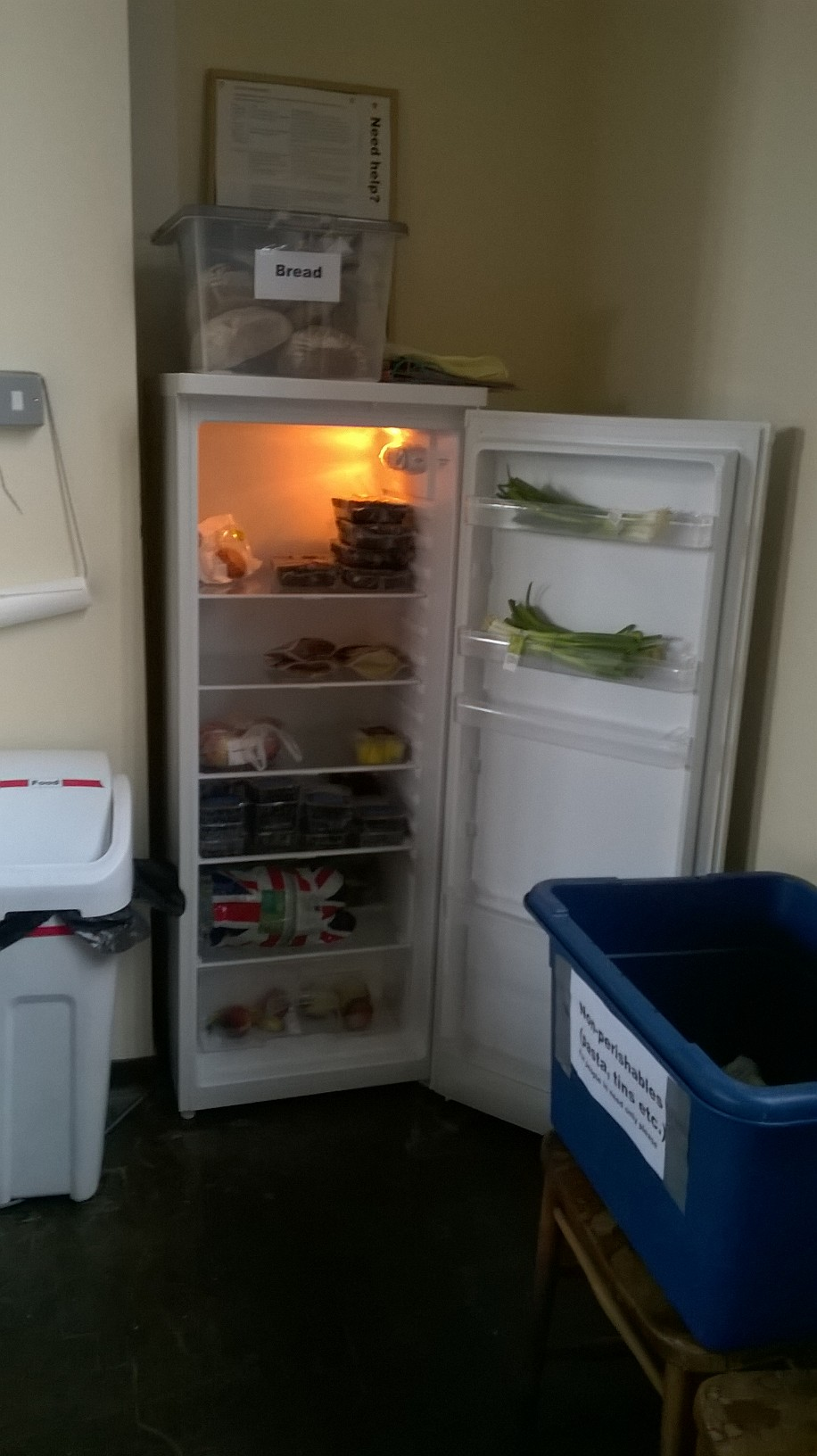
Um frigorífico comunitário em uma alcova de igreja em Botley (Reino Unido) com uma caixa de pão em cima e uma caixa azul de produtos não perecíveis na cadeira.

Os primeiros frigoríficos comunitários foram instalados na Alemanha, por um grupo chamado Foodsharing. O próximo frigorífico comunitário foi inaugurado na Espanha em 2015. Os frigoríficos comunitários inspiram-se em iniciativas alimentares anteriores.
No Reino Unido, os primeiros frigoríficos comunitários foram instalados em Frome, South Derbyshire, Brixton (Londres), e Botley (Oxford). Uma rede nacional de frigoríficos comunitários foi criada em julho de 2017 pela instituição de caridade ambiental Hubbub UK, que oferece um serviço de apoio gratuito a novos projetos.
Os frigoríficos comunitários são um fenómeno de rápido crescimento, com frigoríficos também recentemente instalados na Nova Zelândia, Índia, Israel, Países Baixos, e Canadá (a Community Fridges Toronto tem sete frigoríficos).

## Pandemia de COVID-19
Os frigoríficos comunitários surgiram recentemente nos EUA durante a pandemia de COVID-19. Durante a pandemia da COVID-19, foram desenvolvidos frigoríficos comunitários em resposta a um aumento significativo da insegurança alimentar. Na cidade de Nova Iorque, frigoríficos comunitários, apelidados de “Frigoríficos Amigáveis”, foram introduzidos em fevereiro de 2020, os primeiros colocados por um grupo ativista, In Our Hearts. A In Our Hearts já instalou pelo menos 14 dos 70 frigoríficos da cidade de Nova Iorque. Na Filadélfia, a Dra. Michelle Nelson lançou um frigorífico comunitário Mama-Tee no norte da Filadélfia, agora existem 18.[carece de fontes?]

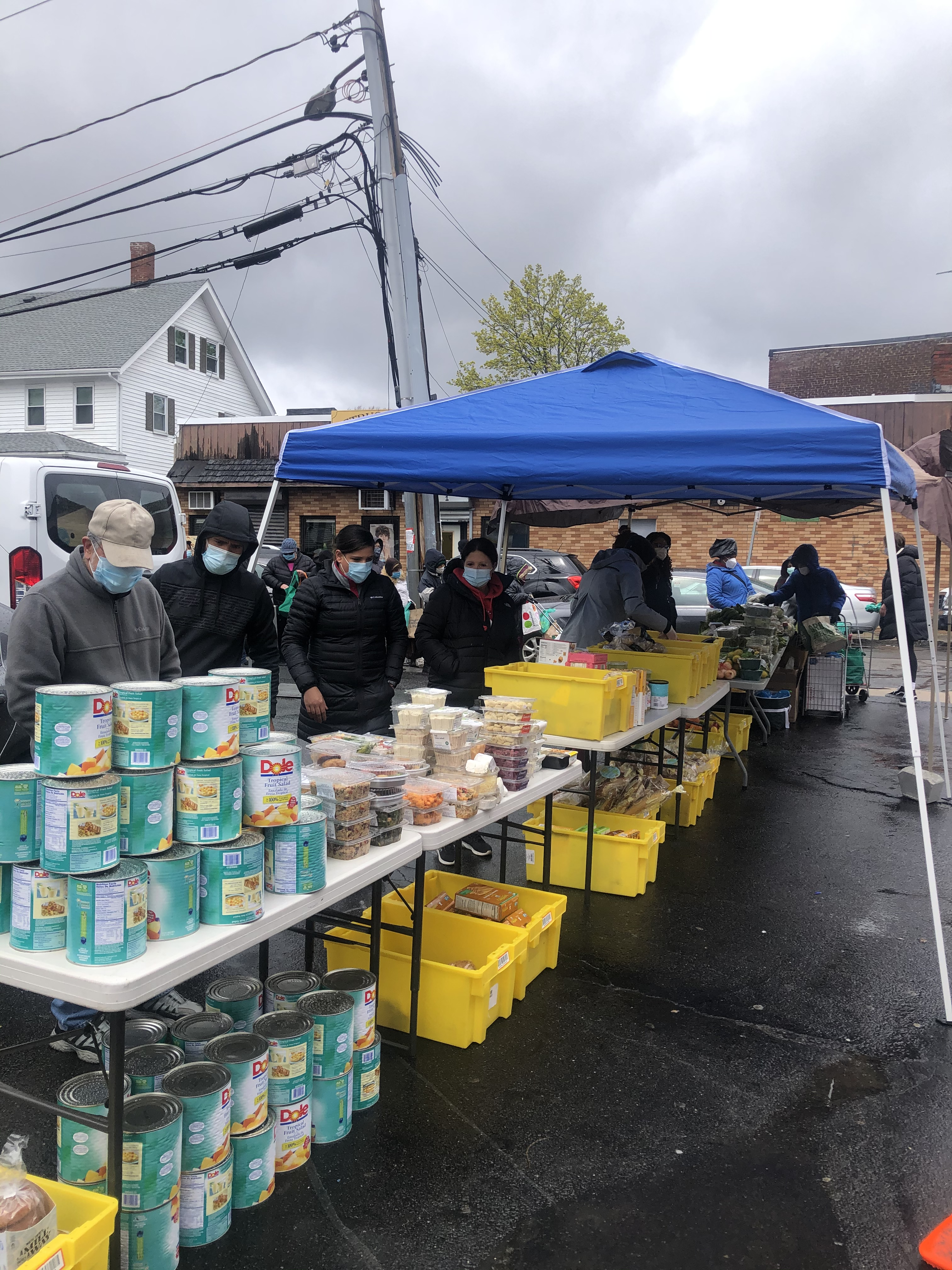
Food Drive no Dorchester Community Fridge de Boston.

Usando a cidade de Nova Iorque como modelo, frigoríficos comunitários surgiram em cidades dos EUA, incluindo Los Angeles, Filadélfia, Chicago, Atlanta, e muito mais. Em setembro de 2021, o condado de Los Angeles tinha 14 frigoríficos comunitários. Em Chicago, em setembro de 2021, havia 26 frigoríficos comunitários prestando apoio à comunidade. A The Love Fridge é uma rede de ajuda mútua que coloca frigoríficos comunitários em toda a cidade. Em Atlanta, Geórgia, Latisha Springer fundou a Free99Fridge, uma organização de base que fornece alimentos às comunidades através da sua rede de frigoríficos comunitários. A organização mantém cinco geladeiras comunitárias em toda a área metropolitana de Atlanta.
Na área metropolitana de Boston, o primeiro frigorífico comunitário foi inaugurado em Jamaica Plain em setembro de 2020. Logo depois, outro frigorífico surgiu no bairro de Dorchester, o maior bairro de Boston. A partir de setembro de 2021, surgiram frigoríficos nos bairros de Allston, Fenway, Mattapan, e Roslindale, bem como nas cidades de Somerville, Cambridge, Worcester.
Na Tailândia, os armários de despensa Pantry of Sharing do empresário Supakit Kulchartvijit, uma variação dos frigoríficos comunitários, foram lançados em maio de 2020 em Bangkok e Rayong. A Fundação SCG da Tailândia emulou a iniciativa de Kulchartvijit, colocando um total de 60 armários de despensa no país até 25 de maio de 2020.
No ano seguinte, nas Filipinas, à medida que a pandemia se arrastava, surgiu uma tendência que utilizava um conceito semelhante em todo o país. Pequenos carrinhos carregando itens essenciais foram estacionados nas calçadas para que os moradores locais pudessem obter qualquer um dos itens gratuitamente. O primeiro carrinho desse tipo a ser relatado foi iniciado pelos membros da Igreja de Deus Internacional em 14 de março de 2021.
Também nas Filipinas, uma ideia semelhante sob o termo "despensa comunitária" foi iniciada na rua Maginhawa, no bairro Teacher's Village, na Cidade Quezon, em 14 de abril de 2021. Esta iniciativa obteve uma cobertura mediática mais ampla do que a iniciativa MCGI, resultando na proliferação de centenas de iniciativas semelhantes em todo o país. Cerca de uma semana após o lançamento da despensa Maginhawa, foram instaladas mais de 100 despensas em vários locais; uma semana depois, mais de 300 despensas já haviam sido instaladas.
Seguindo o exemplo do movimento Maginhawa nas Filipinas, várias despensas comunitárias foram criadas em Timor Leste.

## Desafios
Os desafios que rodeiam os frigoríficos comunitários incluem a manutenção da limpeza, a garantia da  segurança alimentar e a garantia de que o modelo de ajuda mútua dos frigoríficos comunitários não seja abusado (por exemplo, que ninguém lucre com os alimentos). No Reino Unido, a criação de um frigorífico comunitário exige uma rotação de voluntários para limpar o frigorífico e verificar a comida; seguro de responsabilidade civil ; o apoio do responsável pela saúde ambiental da autoridade local; e, evidentemente, um frigorífico e caixotes do lixo associados. Vários frigoríficos comunitários na Alemanha foram ameaçados de encerramento devido a problemas de saúde.
Os frigoríficos comunitários são por vezes criticados por não fornecerem uma solução sistémica para a insegurança alimentar. Os frigoríficos são necessários para aqueles que passam fome ou não têm meios para aceder a alimentos nutritivos, mas não abordam as causas subjacentes da insegurança alimentar.
Os frigoríficos também são ocasionalmente criticados por não atenderem às necessidades de uma comunidade. Muitas vezes, os alimentos colocados no frigorífico não satisfazem as necessidades culturais e nutricionais da comunidade. Além disso, muitas vezes há controvérsia em torno da legalidade dos frigoríficos comunitários. As políticas que abordam a manutenção de um frigorífico comunitário variam muito de comunidade para comunidade. Os frigoríficos devem ser colocados em propriedade privada, o que os torna dependentes da vontade de participação dos proprietários. No bairro de Allston, em Boston, o frigorífico comunitário de Allston foi forçado a mudar-se porque os novos proprietários não estavam mais dispostos a abrigá-los.